# Đorđo Abeti
Đorđo Abeti (5. oktobar 1882 — 24. avgust 1982) je bio Italijanski solarni astronom.
Rođen je u Padovi, bio je sin poznatog astronoma Antonija Abetija. Školovao se na univerzitetima u Padovi i Rimu.
Svoju karijeru je započeo na Rimskoj opservativnoj školi u Rimu kao asisten astronom. 1921. godine je nasledio svog oca i postao direktor Opservatorije Arčetri sve do 1957. godine. U isto vreme je bio i profesor na Univerzitetu u Florenci i nastavio u tom svojstvu do 1957.
Đorđo Abeti je poznat po tome što je bio vođa ekspedicije da posmatraju pomračenje sunca u Sibiru (1936) i Sudanu (1952). Takođe je bio gostujući profesor na Univerzitetu u Kairu 1948–49. Bio je potpredsednik Međunarodne Astronomske Unije 1938, i dobio je Medaglia d'argento od Italijanskog Geografskog Društva (1915), Premio reale od Licejske akademije (1925), i Janssen medal (1937).
Krater Abeti na Mesecu i asteroid 2646 Abeti su nazvani u njegovu čast i čast njegovog oca.

## Bibliografija
On je bio autor nekoliko značajnih astronomskih radova.
- Priručnik astrofizike
- Magline i Galaksije
- Solarna istraživanja
- Zvezde i Planete
- Istraživanje Univerzuma
- Istorija astronomije (1952, englesko izdanje)
- Sunce (1957)

## Spoljašnje veze
- Giorgio Abetti: i viaggi e la scoperta dell'America